# Тимерлекское сельское поселение
Тимерлекское се́льское поселе́ние — муниципальное образование в Нурлатском районе Татарстана Российской Федерации.
Административный центр — село Чувашский Тимерлек.

## История
Статус и границы сельского поселения установлены Законом Республики Татарстан от 31 января 2005 года № 32-ЗРТ «Об установлении границ территорий и статусе муниципального образования "Нурлатский муниципальный район" и муниципальных образований в его составе».

## Население
| 2010 | 2011 | 2012 | 2013 | 2014 | 2015 | 2016 |
| ---- | ---- | ---- | ---- | ---- | ---- | ---- |
| 636  | ↘633 | ↘618 | ↘601 | ↘597 | ↘591 | ↘577 |
| 2017 | 2018 |      |      |      |      |      |
| ↘569 | ↘564 |      |      |      |      |      |

## Состав сельского поселения
| № | Населённый пункт   | Тип населённого пункта       | Население |
| - | ------------------ | ---------------------------- | --------- |
| 1 | Красномайский      | посёлок                      |           |
| 2 | Рождественский     | посёлок                      |           |
| 3 | Русский Тимерлек   | деревня                      |           |
| 4 | Стекольный         | посёлок                      |           |
| 5 | Чувашский Тимерлек | село, административный центр |           |